# دونفيرم وغرب فايف (دائرة انتخابية في المملكة المتحدة)
دونفيرم وغرب فايف (بالإنجليزية: Dunfermline and West Fife)‏ هي إحدى الدوائر الانتخابية في المملكة المتحدة الممثلة في مجلس العموم في برلمان المملكة المتحدة.
عضو البرلمان الذي يمثلها حالياً هو :Willie Rennie (LD).